# Krasetín
Krasetín je vesnice spadající pod působnost obecního úřadu v Holubově. Nachází se přibližně o 100 m výše než středisková obec.
V Krasetíně se nachází dolní stanice lanové dráhy na vrchol Kleti. Lanová dráha má převýšení 383 m a na vrchol Kleti vyveze pasažéry během 15 min. Na sedačky lze umístit i lyže a na nich sjet zpět do Krasetína pod lanovou dráhou. Jedenkrát do roka se soutěží v počtu výstupu na Kleť během jednoho dne.
Na svazích Kleti je vyznačena naučná stezka, která seznámí návštěvníky se základními zajímavostmi CHKO Blanský les.

## Historie
První písemná zmínka o vesnici pochází z roku 1372. V roce 1910 zde žilo 403 obyvatel.
Dne 26. června 1942 zde bylo gestapem zatčeno 15 mužů. 8 z nich bylo popraveno, 7 zemřelo v koncentračních táborech. Těmto obětem heydrichiády byl vystaven v obci pomníček.

## Pamětihodnosti
- Výklenková kaplička u čp. 25
- Výklenková kaplička u čp. 59
- Usedlost čp. 9